# Balstatjärnarna (Stensele socken, Lappland, 720727-159159)
Balstatjärnarna är en sjö i Storumans kommun i Lappland och ingår i Umeälvens huvudavrinningsområde.